# Powellana weberi
Powellana weberi är en fjärilsart som beskrevs av Holland 1913. Powellana weberi ingår i släktet Powellana och familjen juvelvingar. Inga underarter finns listade i Catalogue of Life.